# Abubakar Nurmagomedov
Abubakar Nurmagomedov (Majachkalá, República Autónoma Socialista Soviética de Daguestán, Rusia, 13 de noviembre de 1989) es un artista marcial mixto ruso que compite en la división de peso wélter. Es primo de los artistas marciales mixtos Jabib Nurmagomédov, Umar Nurmagomedov y Usman Nurmagomedov.

## Primeros años
Nació el 13 de noviembre de 1989 en el pueblo de Goksuv, en el Distrito de Jasaviurtovsky, Daguestán. En la escuela primaria, Abubakar comenzó a entrenar en lucha libre olímpica, y después de la escuela secundaria se incorporó a Combat Sambo bajo la dirección de su tío Abdulmanap Nurmagomedov. En 2014 ganó el combate por la medalla de bronce en los Campeonatos Mundiales de Sambo de Combate.

## Carrera en las artes marciales mixtas

### Inicios
Debutó en las MMA profesionales en octubre de 2011 contra el ruso Ibrahim Dzhantukhanov, y ganó en el primer asalto por sumisión. En el torneo Sochi Star perdió ante Magomed Mustafaev por TKO en el primer asalto.

### World Combat Sambo Championship
Quedó en tercer lugar en varios torneos mundiales de sambo de combate, contra múltiples campeones mundiales como Yaroslav Amosov y Pavel Kusch, y Eldar Eldarov en los torneos en los que compitió.

### World Series of Fighting
En marzo firmó un contrato con la WSOF.
En su debut en la WSOF derrotó a Jorge Moreno el 1 de agosto de 2015 en WSOF 22 por decisión unánime.
Después de su debut venció Danny Davis Jr. el 18 de diciembre de 2015 en el WSOF 26 por decisión unánime.
Se enfrentó a Matthew Frincu el 2 de abril de 2016 en WSOF 30. Ganó el combate por TKO en el segundo asalto.
Se enfrentó a John Howard el 7 de octubre de 2016 en WSOF 33. Ganó el combate por decisión unánime.
Se enfrentó a Matt Secor el 18 de marzo de 2017 en WSOF 35. Ganó el combate por decisión unánime.

### Professional Fighters League
Compitió en el Grand-Prix de peso wélter de la PFL. Se enfrentó a Pavel Kusch en el primer asalto en PFL 3 el 5 de julio de 2018. Perdió el combate por sumisión en el segundo asalto.
Se enfrentó a Jonatan Westin el 16 de agosto de 2018 en PFL 6. Ganó el combate por decisión unánime.
Se enfrentó a Bojan Veličković el 15 de octubre de 2018 en PFL 10. El combate terminó en un empate unánime con Nurmagomedov avanzando debido a que ganó el primer asalto. Sin embargo, no pasó a semifinales por una lesión en la mano y Veličković le sustituyó.

### Ultimate Fighting Championship
Debutó en la UFC contra David Zawada el 9 de noviembre de 2019 en UFC Fight Night: Magomedsharipov vs. Kattar. Perdió el combate por sumisión en el primer asalto.
Se enfrentó a Jared Gooden el 27 de marzo de 2021 en UFC 260. Ganó el combate por decisión unánime.
Se esperaba que se enfrentara a Daniel Rodriguez el 17 de julio de 2021 en UFC on ESPN: Makhachev vs. Moisés. Sin embargo, se vio obligado a retirarse del evento, alegando una lesión.
Se esperaba que se enfrentara a Philip Rowe el 16 de julio de 2022 en UFC on ABC: Ortega vs. Rodríguez. Sin embargo, el emparejamiento se canceló debido a las complicaciones de ambas partes. Rowe se vio obligado a retirarse debido a una lesión, mientras que Nurmagomedov tuvo problemas de visa.
Se enfrentó a Gadzhi Omargadzhiev el 22 de octubre se 2022 en UFC 280. Ganó el combate por decisión unánime.

## Campeonatos y logros

### Sambo
- World Combat Sambo Federation en 2013 en 82 kg.[29]
  - Medalla de bronce en los Campeonatos Mundiales de Sambo de Combate-Moscú, Rusia, en 2014 en 82 kg.[30][31]
  - Medalla de bronce en la Copa del Mundo de Sambo de Combate entre Profesionales-Gaspra, Crimea en 2013 en 82 kg.[32]

## Controversias

### Incidente posterior a la pelea Nurmagomedov-McGregor en UFC 229
En UFC 229, Jabib Nurmagomédov saltó la jaula tras su victoria por el título y cargó contra el esquinero de Conor McGregor, Dillon Danis. Poco después, McGregor y Abubakar intentaron salir del octógono, pero se produjo una refriega entre ellos después de que McGregor atacara a Abubakar. McGregor fue entonces atacado por dos de los hombres de la esquina de Khabib, Zubaira Tukhugov y Esed Emiragaev. El 29 de enero de 2019 la NSAC anunció una suspensión de un año para Abubakar, (retroactiva al 6 de octubre de 2018) y una multa de 25000 dólares. Se convirtió en elegible para competir de nuevo el 6 de junio de 2019.

## Récord en artes marciales mixtas
| Resultado | Récord | Oponente              | Método                                    | Evento                                               | Fecha                   | Ronda | Tiempo | Localización                | Notas |
| --------- | ------ | --------------------- | ----------------------------------------- | ---------------------------------------------------- | ----------------------- | ----- | ------ | --------------------------- | --- |
| Victoria  | 17-3-1 | Gadzhi Omargadzhiev   | Decisión (unánime)                        | UFC 280                                              | 22 de octubre de 2022   | 3     | 5:00   | Abu Dhabi                   | |
| Victoria  | 16-3-1 | Jared Gooden          | Decisión (unánime)                        | UFC 260                                              | 27 de marzo de 2021     | 3     | 5:00   | Las Vegas, Nevada           | |
| Derrota   | 15-3-1 | David Zawada          | Sumisión (estrangulamiento por triángulo) | UFC Fight Night: Magomedsharipov vs. Kattar          | 9 de noviembre de 2019  | 1     | 2:50   | Moscú                       | |
| Empate    | 15-2-1 | Bojan Veličković      | Empate (unánime)                          | PFL 10                                               | 20 de octubre de 2018   | 2     | 5:00   | Washington D. C.            | Cuartos de final del torneo de peso wélter de la PFL 2018. Avanzó por desempate en la primera ronda, pero luego se retiró por una lesión en la mano. |
| Victoria  | 15-2   | Jonatan Westin        | Decisión (unánime)                        | PFL 6                                                | 16 de agosto de 2018    | 3     | 5:00   | Atlantic City, Nueva Jersey | Ronda de apertura del torneo de peso wélter de la PFL 2018.                                                                                          |
| Derrota   | 14-2   | Pavel Kusch           | Sumisión (estrangulamiento por detrás)    | PFL 3                                                | 5 de julio de 2018      | 2     | 1:23   | Washington D. C.            | Ronda de apertura del torneo de peso wélter de la PFL 2018.                                                                                          |
| Victoria  | 14-1   | Matt Secor            | Decisión (unánime)                        | WSOF 35                                              | 18 de marzo de 2017     | 3     | 5:00   | Verona, Nueva York          | |
| Victoria  | 13-1   | John Howard           | Decisión (unánime)                        | WSOF 33                                              | 7 de octubre de 2016    | 3     | 5:00   | Kansas City, Misuri         | |
| Victoria  | 12-1   | Matthew Frincu        | TKO (puñetazos)                           | WSOF 30                                              | 2 de abril de 2016      | 2     | 3:05   | Las Vegas, Nevada           | |
| Victoria  | 11-1   | Danny Davis Jr.       | Decisión (unánime)                        | WSOF 26                                              | 18 de diciembre de 2015 | 3     | 5:00   | Las Vegas, Nevada           | |
| Victoria  | 10-1   | Jorge Moreno          | Decisión (unánime)                        | WSOF 22                                              | 1 de agosto de 2015     | 3     | 5:00   | Las Vegas, Nevada           | |
| Victoria  | 9-1    | Vladimir Gunzu        | TKO (puñetazos)                           | Sochi Star Club: Sochi Star Tournament 3             | 22 de febrero de 2015   | 1     | N/A    | Sochi                       | |
| Derrota   | 8-1    | Magomed Mustafaev     | TKO (parada médica)                       | Sochi Star Club: Sochi Star Tournament 1             | 1 de septiembre de 2014 | 2     | 4:11   | Sochi                       | |
| Victoria  | 8-0    | Richard Totrav        | TKO (puñetazos)                           | Sochi Star Club: Sochi Star Tournament 1             | 1 de septiembre de 2014 | 1     | 4:27   | Sochi                       | |
| Victoria  | 7-0    | Dmitry Capmari        | TKO (puñetazos)                           | Union of Veterans of Sport: Champion Cup             | 21 de diciembre de 2013 | 1     | 3:36   | Novosibirsk                 | Regreso al peso wélter. |
| Victoria  | 6-0    | Magomed Shakhbanov    | TKO (puñetazos)                           | Liga Kavkaz: Grand Umakhan Battle                    | 7 de julio de 2017l3    | 1     | 2:46   | Khunzakh                    | Combate de peso medio. |
| Victoria  | 5-0    | Yuri Grigoryan        | Sumisión (kimura)                         | Russian MMA Union: St. Petersburg MMA Championship 1 | 31 de marzo de 2013     | 1     | 1:40   | San Petersburgo             | Debut en el peso semipesado. |
| Victoria  | 4-0    | Sergei Akinin         | TKO (puñetazos)                           | OctagonMMA Warriors: Nurmagomedov vs. Akinin         | 21 de febrero de 2013   | 1     | 4:10   | Zhukovsky                   | |
| Victoria  | 3-0    | Adilbek Zhaldoshov    | TKO (puñetazos)                           | OctagonMMA Warriors: Nurmagomedov vs. Akinin         | 21 de febrero de 2013   | 1     | 3:40   | Zhukovsky                   | Debut en el peso medio. |
| Victoria  | 2-0    | Anatoly Safronov      | Sumisión (estrangulamiento por triángulo) | Liga Kavkaz 2012                                     | 3 de julio de 2012      | 1     | 2:30   | Jasaviurt                   | |
| Victoria  | 1-0    | Ibrahim Dzhantukhanov | Sumisión (barra de brazo)                 | ProFC: Battle in the Caucasus                        | 22 de octubre de 2011   | 1     | 1:32   | Jasaviurt                   | Debut en el peso wélter. |